# 固定链接

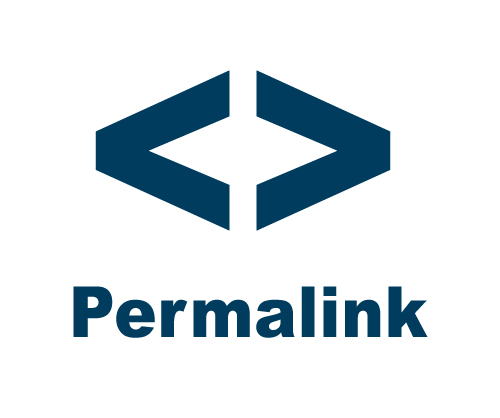
标识 Permalink

固定链接（PermaLink，Permanent Link的缩写）或称「永久連結」或「靜態連結」，意指向一个特定网络日志（WebLog，Blog）的永久固定标识符。一般情况下，固定链接指向的均为一个网络日志条目（Entry）的独立网页。默认存档设置包含基于数据库的存档和单独文件存档。默认情况下，固定链接被设置为链接到一个条目的单独存档页面中。你可以在网络日志的下方，或者在“发布时间”之后，看到 Permalink。点击 Permalink 将会把访问者导向到专属于该条目 (Entry) 的独立网页中，一般包含“添加评论”等功能。
如果可能的話，一般的靜態連結會盡量使得網址本身是有意義（人類可讀）的，例如網址本身就含有該篇網誌的標題。然而由於Unicode在網址需要特殊編碼，因此非英文的語言比較難做到這點。